# HD259273
HD259273 — хімічно пекулярна зоря спектрального класу
B9 й має видиму зоряну величину в смузі V приблизно  9,6.

## Пекулярний хімічний вміст
Зоряна атмосфера HD259273 має підвищений вміст 
Si
.